# Hernani (Samar Oriental)
Hernani é um município de  quinta classe de renda municipal (d) na província Samar Oriental, nas Filipinas. De acordo com o censo de 1 de maio  de  2020 possui uma população de 8 531 pessoas e 2 264 domicílios.